# Національний парк Іона
Національний парк Іона (англ. Iona National Park) — національний парк Анголи, розташований в південно-західній частині провінції Намібе між річками Курока, по якій проходить північна межа парку, і Кунене. Парк включає гирло річки Кунене і затоку Baia dos Tigres. Протяжність берегової лінії становить близько 200 км. Разом з національним парком Наміб-Науклюфт і Національним парком Берег Скелетів в Намібії парк охороняє узбережжя загальною протяжністю 1200 км і пустелю Наміб. Річка Курока регулярно пересихає і залишає великі лагуни, тоді як в гирлі річки Кунене багато болотистих ділянок. Висота над рівнем моря досягає 800 м в районі Posto do Iona і ще більших значень в горах Tchamalinde. Рівень опадів коливається від 100 мм на узбережжі до 300 мм на рік у східній частині парку. Площа парку становить 15150 км², що робить його одним з найбільших парків країни, 25,28 км² парку складає акваторія. Парк розташований в зоні пустель і напівпустель.
Переважаючою рослинністю є арістида, Stipagrostis, циссус, сальвадора, вельвічія, акація і комміфора, Schmidtia, мопане. Для пустинної частини характерні Odyssea і Sporobulus.
У парку мешкають такі великі ссавці як чорний носоріг, гірська зебра (Equus zebra hartmannae), імпала (Aepyceros melampus petersi), гієновидний собака, бура гієна, гепард і лев. У парку мешкають птахи, характерні для пустелі Наміб і біомів Namib-Karoo і Kalahari-Highveld. 114 види птахів було зафіксовано на території парку. Серед рідкісних птахів мухоловковий чекан, червонобокий астрильд, очковий пінгвін, капська олуша і китовий крячок, королівський крячок (Thalasseus maximus albididorsalis). У парку мешкає щонайменше 58 видів водоплавних птахів, у тому числі сідлоклювий ябіру, чорний лелека, мала фламінго. У парку також мешкають африканський марабу, африканський гриф, африканський вухатий гриф, страус, великий боривітер, Apus bradfieldi, ефіопський серпокрилець (Apus horus toulsoni).
Парк був утворений в 1957 році для охорони посушливих районів на південному сході країни.

## Ресурси Інтернету
- National Park Iona National Park[недоступне посилання з липня 2019] // protectedplanet.net